# Élections législatives de 2007 dans l'Allier
Les élections législatives françaises de 2007 se déroulent les 10 et 17 juin 2007. Dans le département de l'Allier, quatre députés sont à élire dans le cadre de quatre circonscriptions. 

## Élus
| Circonscription | Député sortant        | Parti | Parti | Député élu ou réélu | Parti | Parti         |
| --------------- | --------------------- | ----- | ----- | ------------------- | ----- | ------------- |
| 1re             | Pierre-André Périssol |       | UMP   | Guy Chambefort      |       | Divers gauche |
| 2e              | Pierre Goldberg       |       | PCF   | Bernard Lesterlin   |       | PS            |
| 2e              | Yves Simon            |       | UMP   | Jean Mallot         |       | PS            |
| 4e              | Gérard Charasse       |       | PRG   | Gérard Charasse     |       | PRG           |

## Résultats

### Résultats à l'échelle du département
| Parti                                      | Parti                                | Premier tour | Premier tour | Second tour | Second tour | Sièges |
| Parti                                      | Parti                                | Voix         | %            | Voix        | %           | Sièges |
| ------------------------------------------ | ------------------------------------ | ------------ | ------------ | ----------- | ----------- | ------ |
|                                            | Parti socialiste                     | 24 171       | 14,88        | 46 838      | 27,49       | 2      |
|                                            | Parti communiste français            | 20 673       | 12,72        |             |             | 0      |
|                                            | Parti radical de gauche              | 15 729       | 9,68         | 24 066      | 14,12       | 1      |
|                                            | Divers gauche                        | 10 975       | 6,76         | 20 725      | 12,16       | 1      |
|                                            | Les Verts                            | 2 648        | 1,63         |             |             | 0      |
|                                            | Gauche parlementaire                 | 74 196       | 45,65        | 91 629      | 53,77       | 4      |
|                                            |                                      |              |              |             |             |        |
|                                            | Union pour un mouvement populaire    | 65 548       | 40,35        | 78 766      | 46,23       | 0      |
|                                            | Mouvement pour la France             | 2 135        | 1,31         |             |             | 0      |
|                                            | Divers droite                        | 1            | 0,00         | 0           |             |        |
|                                            | Majorité présidentielle              | 67 684       | 41,66        | 78 766      | 46,23       | 0      |
|                                            |                                      |              |              |             |             |        |
|                                            | UDF–Mouvement démocrate              | 8 296        | 5,11         |             |             | 0      |
|                                            | Front national                       | 5 140        | 3,16         | 0           |             |        |
|                                            | Extrême gauche dont LCR, LO et PT    | 4 010        | 2,47         | 0           |             |        |
|                                            | Divers écologiste dont LT-LNÉ et MÉI | 1 691        | 1,04         | 0           |             |        |
|                                            | Divers                               | 704          | 0,43         | 0           |             |        |
|                                            | Chasse, pêche, nature et traditions  | 629          | 0,39         | 0           |             |        |
|                                            | Mouvement national républicain       | 117          | 0,07         | 0           |             |        |
|                                            |                                      |              |              |             |             |        |
| Inscrits                                   | Inscrits                             | 260 241      | 100,00       | 260 232     | 100,00      | 4      |
| Abstentions                                | Abstentions                          | 94 097       | 36,16        | 84 907      | 32,63       |        |
| Votants                                    | Votants                              | 166 144      | 63,84        | 175 325     | 67,37       |        |
| Blancs et nuls                             | Blancs et nuls                       | 3 677        | 2,21         | 4 930       | 2,81        |        |
| Exprimés                                   | Exprimés                             | 162 467      | 97,79        | 170 395     | 97,19       |        |
| Source : Ministère de l'Intérieur - Allier |                                      |              |              |             |             |        |

### Résultats par circonscription

#### Première circonscription (Moulins)
| Candidat       | Candidat                      | Parti          | Premier tour | Premier tour | Second tour | Second tour |  |
| Candidat       | Candidat                      | Parti          | Voix         | %            | Voix        | %           |  |
| -------------- | ----------------------------- | -------------- | ------------ | ------------ | ----------- | ----------- |  |
|                | Pierre-André Périssol sortant | UMP            | 14 563       | 40,41        | 17 285      | 45,47       |  |
|                | Guy Chambefort élu            | app. PS        | 10 975       | 30,45        | 20 725      | 54,53       |  |
|                | Delphine Mayrargue            | PS             | 3 122        | 8,66         |             |             |  |
|                | Jacques Cabanne               | PCF            | 2 384        | 6,62         |             |             |  |
|                | Danielle Demure               | UDF–MoDem      | 1 996        | 5,54         |             |             |  |
|                | Carla de Condé                | FN             | 876          | 2,43         |             |             |  |
|                | Gérard Matichard              | Les Verts      | 481          | 1,33         |             |             |  |
|                | Michèle Beaunieux             | LCR            | 464          | 1,29         |             |             |  |
|                | Jean-Marie Guillaumin         | LT-LNÉ         | 293          | 0,81         |             |             |  |
|                | Christophe Darmangeat         | LO             | 267          | 0,74         |             |             |  |
|                | Michelle Miallet              | MPF            | 202          | 0,56         |             |             |  |
|                | Hugues Auvray                 | Divers gauche  | 163          | 0,45         |             |             |  |
|                | Judith Genot                  | Divers         | 131          | 0,36         |             |             |  |
|                | Serge Deville                 | MNR            | 117          | 0,32         |             |             |  |
|                | Suzanne Corgie                | Divers         | 3            | 0,01         |             |             |  |
|                |                               |                |              |              |             |             |  |
| Inscrits       | Inscrits                      | Inscrits       | 58 298       | 100,00       | 58 297      | 100,00      |  |
| Abstentions    | Abstentions                   | Abstentions    | 21 450       | 36,79        | 19 208      | 32,95       |  |
| Votants        | Votants                       | Votants        | 36 848       | 63,21        | 39 089      | 67,05       |  |
| Blancs et nuls | Blancs et nuls                | Blancs et nuls | 811          | 2,2          | 1 079       | 2,76        |  |
| Exprimés       | Exprimés                      | Exprimés       | 36 037       | 97,8         | 38 010      | 97,24       |  |

#### Deuxième circonscription (Montluçon)
| Candidat       | Candidat                  | Parti          | Premier tour | Premier tour | Second tour | Second tour |  |
| Candidat       | Candidat                  | Parti          | Voix         | %            | Voix        | %           |  |
| -------------- | ------------------------- | -------------- | ------------ | ------------ | ----------- | ----------- |  |
|                | Daniel Dugléry            | UMP            | 16 837       | 40,91        | 20 160      | 46,41       |  |
|                | Bernard Lesterlin élu     | PS             | 10 481       | 25,46        | 23 278      | 53,59       |  |
|                | Mireille Schurch          | PCF            | 8 091        | 19,66        |             |             |  |
|                | Lucette Vuarchex          | FN             | 2 070        | 4,84         |             |             |  |
|                | Pierre-Antoine Legoutière | UDF–MoDem      | 1 752        | 4,26         |             |             |  |
|                | Agnès Falcon              | FN             | 965          | 2,34         |             |             |  |
|                | Claudy Aubert-Dasse       | Les Verts      | 587          | 1,43         |             |             |  |
|                | Christian Nguyen          | LCR            | 516          | 1,25         |             |             |  |
|                | Michel Albert             | CPNT           | 368          | 0,89         |             |             |  |
|                | Véronique Dreyfus         | LO             | 346          | 0,84         |             |             |  |
|                | Michel Raynaud            | diss. PCF      | 325          | 0,79         |             |             |  |
|                | Marie-Thérèse Nicod       | MPF            | 310          | 0,75         |             |             |  |
|                | Monique Cornet            | MÉI            | 308          | 0,75         |             |             |  |
|                | Jean-Paul Moret           | PT             | 138          | 0,34         |             |             |  |
|                | Vesna Lazarevic           | Divers         | 135          | 0,33         |             |             |  |
|                | Georges Vitti             | Divers         | 0            | 0            |             |             |  |
|                |                           |                |              |              |             |             |  |
| Inscrits       | Inscrits                  | Inscrits       | 66 362       | 100,00       | 66 360      | 100,00      |  |
| Abstentions    | Abstentions               | Abstentions    | 24 252       | 36,55        | 21 716      | 32,72       |  |
| Votants        | Votants                   | Votants        | 42 110       | 63,45        | 44 644      | 67,28       |  |
| Blancs et nuls | Blancs et nuls            | Blancs et nuls | 951          | 2,26         | 1 206       | 2,7         |  |
| Exprimés       | Exprimés                  | Exprimés       | 41 159       | 97,74        | 43 438      | 97,3        |  |

#### Troisième circonscription (Gannat)
| Candidat       | Candidat                 | Parti          | Premier tour | Premier tour | Second tour | Second tour |  |
| Candidat       | Candidat                 | Parti          | Voix         | %            | Voix        | %           |  |
| -------------- | ------------------------ | -------------- | ------------ | ------------ | ----------- | ----------- |  |
|                | Yves Simon sortant       | UMP            | 18 000       | 39,87        | 22 822      | 49,2        |  |
|                | Jean Mallot élu          | PS             | 10 568       | 23,41        | 23 560      | 50,8        |  |
|                | Dominique Bidet          | PCF            | 8 299        | 18,38        |             |             |  |
|                | Claude Joly              | UDF–MoDem      | 2 548        | 5,64         |             |             |  |
|                | Jean-Louis Baudriller    | FN             | 1 677        | 3,71         |             |             |  |
|                | Marc Boyer               | MPF            | 1 162        | 2,57         |             |             |  |
|                | Anne-Marie Chambeau      | Les Verts      | 719          | 1,59         |             |             |  |
|                | Françoise Gaillardon     | LCR            | 659          | 1,46         |             |             |  |
|                | Bernard Lebel            | LO             | 482          | 1,07         |             |             |  |
|                | Gérard-Pierre Guillaumin | LT-LNÉ         | 433          | 0,96         |             |             |  |
|                | Véronique Deris-Targon   | MÉI            | 330          | 0,73         |             |             |  |
|                | Mireille Marnay          | Divers         | 272          | 0,6          |             |             |  |
|                | Charles Castanier        | Divers         | 0            | 0            |             |             |  |
|                |                          |                |              |              |             |             |  |
| Inscrits       | Inscrits                 | Inscrits       | 70 737       | 100,00       | 70 733      | 100,00      |  |
| Abstentions    | Abstentions              | Abstentions    | 24 344       | 34,41        | 22 694      | 32,08       |  |
| Votants        | Votants                  | Votants        | 46 393       | 65,59        | 48 039      | 67,92       |  |
| Blancs et nuls | Blancs et nuls           | Blancs et nuls | 1 244        | 2,68         | 1 657       | 3,45        |  |
| Exprimés       | Exprimés                 | Exprimés       | 45 149       | 97,32        | 46 382      | 96,55       |  |

#### Quatrième circonscription (Vichy)
| Candidat       | Candidat                      | Parti          | Premier tour | Premier tour | Second tour | Second tour |  |
| Candidat       | Candidat                      | Parti          | Voix         | %            | Voix        | %           |  |
| -------------- | ----------------------------- | -------------- | ------------ | ------------ | ----------- | ----------- |  |
|                | Claude Malhuret               | UMP            | 16 148       | 40,25        | 18 499      | 43,46       |  |
|                | Gérard Charasse sortant réélu | PRG            | 15 729       | 39,2         | 24 066      | 56,54       |  |
|                | Sophie Bege                   | UDF–MoDem      | 2 000        | 4,98         |             |             |  |
|                | Pascale Semet                 | PCF            | 1 899        | 4,73         |             |             |  |
|                | Louis de Condé                | FN             | 1 622        | 4,04         |             |             |  |
|                | Daniel Rondepierre            | Les Verts      | 861          | 2,15         |             |             |  |
|                | Thomas Vacheron               | LCR            | 655          | 1,63         |             |             |  |
|                | Jacques Mayadoux              | MPF            | 461          | 1,15         |             |             |  |
|                | Albert Peyron                 | LT-LNÉ         | 427          | 0,82         |             |             |  |
|                | Nadine Picouleau              | CPNT           | 261          | 0,65         |             |             |  |
|                | Monique Roche                 | LO             | 158          | 0,39         |             |             |  |
|                | Marc-Claude de Portebane      | Divers         | 1            | 0            |             |             |  |
|                | Louis Vitti                   | Divers droite  | 0            | 0            |             |             |  |
|                |                               |                |              |              |             |             |  |
| Inscrits       | Inscrits                      | Inscrits       | 64 844       | 100,00       | 64 842      | 100,00      |  |
| Abstentions    | Abstentions                   | Abstentions    | 24 051       | 37,09        | 21 289      | 32,83       |  |
| Votants        | Votants                       | Votants        | 40 793       | 62,91        | 43 553      | 67,17       |  |
| Blancs et nuls | Blancs et nuls                | Blancs et nuls | 671          | 1,64         | 988         | 2,27        |  |
| Exprimés       | Exprimés                      | Exprimés       | 40 122       | 98,36        | 42 565      | 97,73       |  |